# Armella
Se da el nombre de armella a una especie de clavo cuya cabeza forma un anillo. 
- los hay que tienen la cola cuadrada como un clavo común para fijarlos en la madera o en la pared
- otros hay también que la tienen chata, hendida o retorcida, para poderlos apretar con facilidad por medio de cuñas de madera o de yeso en agujeros practicados en las piedras
- se fabrican otros cuya cola está en figura de rosca, para que por este medio penetre fácilmente en la madera, sin necesidad de apelar al martillo, que quebranta y deteriora muchas veces los objetos en que se deben fijar las armellas.

Las armellas sirven para diferentes usos y en particular para recibir los extremos de las varillas que sostienen los cortinajes de las ventanas y de las camas. 